# 일란 파페
일란 파페(Ilan Pappé, 히브리어: אילן פפה  [iˈlan paˈpe], 1954년 11월 7일 ~ )는 이스라엘의 역사학자, 정치학자이자 정치인이다. 영국 엑서터 대학교의 유럽 팔레스타인 연구센터(European Centre for Palestine Studies) 공동이사로 사회과학 및 국제연구대학 교수이다. 하다시 소속으로 1996년과 1999년 이스라엘 총선에 후보로 출마했다.
파페는 1954년 이스라엘 하이파에서 태어났다. 이스라엘 신역사학자(New Historians) 중 하나로, 1980년대 초반 영국과 이스라엘 정부의 문서들이 공개되면서 1948년 팔레스타인인 퇴거에 대해 주로 저술하였다. 하이파 대학교에서 2008년까지 정치학을 강의하였으며, 크네세트의 비난과 함께 여러 건의 살해 협박을 받은 뒤 영국으로 이주하였다.
저서로 《이스라엘에 대한 열 가지 신화》(Ten Myths About Israel, 2017), 《팔레스타인 비극사》(The Ethnic Cleansing of Palestine, 2006), 《The Biggest Prison on Earth: A History of the Occupied Territories》 등이 있다.

## 저서
- A History of Modern Palestine: One Land, Two Peoples (Cambridge University Press, 2004), ISBN 0-521-55632-5
  - 일란 파페 (2009년 3월 11일). 《팔레스타인 현대사》. 번역 유강은. 후마니타스. ISBN 9788990106810.
- The Ethnic Cleansing of Palestine (London and New York: Oneworld, 2006) ISBN 1-85168-467-0
  - 일란 파페 (2017년 9월 5일). 《팔레스타인 비극사: 1948, 이스라엘의 탄생과 종족 청소》. 번역 유강은. 열린책들. ISBN 9788932918518.
- Gaza in Crisis: Reflections on Israel's War Against the Palestinians (노엄 촘스키 공저, Hamish Hamilton, 2010). ISBN 978-0-241-14506-7
- Ten Myths About Israel (New York: Verso, 2017) ISBN 9781786630193
  - 일란 파페 (2024년 5월 31일). 《이스라엘에 대한 열 가지 신화: 유대인 역사학자의 통렬한 이스라엘 비판서》. 번역 백선. 틈새책방. ISBN 9791188949649.
- The Biggest Prison on Earth: A History of the Occupied Territories (London: Oneworld Publications, 2017) ISBN 978-1-85168-587-5